# (4181) Kivi
(4181) Kivi ist ein Asteroid des Hauptgürtels, der am 24. Februar 1938 von dem finnischen Astronomen Yrjö Väisälä in Turku entdeckt wurde.
Der Asteroid wurde nach dem finnischen Nationaldichter Aleksis Kivi benannt.